# Wanda Półtawska
Wanda Wiktoria Półtawska (Lublin, 2. studenog 1921.) poljska je liječnica i spisateljica. Bila je žrtva nacističkoga koncentracijskoga logora Ravensbrück u Njemačkoj, nakon što je uhićena u veljači 1941. i optužena za pomoć poljskom pokretu otpora. Koristili su je kao pokusnoga kunića u raznim medicinskim pokusima. Provela je četiri godine u logoru, ali je preživjela, a potom napisala izvješće o svojim iskustvima "Ne bojim se svojih snova". Kasnije se udala i imala četvero djece.
Njen osvrt na život i uvjete u logoru poslužio je kao materijal za više knjiga. Tijekom svoje zatvorske kazne odlučila je da će, ako preživi, postati liječnica, i to je i učinila. Završila je medicinski studij na Jagielonskom sveučilištu 1951. godine i doktorirala psihijatriju 1964. godine. Provela je istraživanje o tzv. "Auschwitzskoj djeci", ljudima koji su bili u koncentracijskim logorima kao djeca. Godine 1967. organizirala je osnivanje Instituta za teologiju obitelji na Papinskoj akademiji za teologiju u Krakovu i upravljala je Akademijom više od 33 godine. Od 1981. do 1984. predavala je na Papinskom lateranskom sveučilištu u Rimu.
Półtawska je nepokolebljiva vjernica, a surađivala je sa svojim sunarodnjakom papom Ivanom Pavlom II., s kojim je raspravljala o temama vjere i teologije. Kada je 1962. godine, bila bolesna od raka, rekli su joj da ima još samo 18 mjeseci života. Papa Ivan Pavao II., tada kardinal Krakova, zamolio je Oca Pija da moli za nju. Nakon toga je ozdravila i više joj nije bila potrebna operacija. Ovo je bilo jedno od čuda koje je potaklo papu Ivana Pavla II., da proglasi svecem Oca Pija 2002. godine.